# Lady (You Bring Me Up)
Lady (You Bring Me Up) è un singolo del gruppo musicale statunitense Commodores, pubblicato nel giugno 1981 ed estratto dal nono album in studio  In the Pocket.

## Descrizione
Il brano Lady (You Bring Me Up) è stato scritto dal trombettista dei Commodores William King assieme alla moglie Shirley e al musicista Harold Hudson, che collaborò spesso con il gruppo.
Il brano Lady (You Bring Me Up) parla di una donna che aiuta il proprio uomo ad affrontare i periodi difficili e le difficoltà della vita. Alcuni critici musicali hanno visto nel titolo e nel ritornello delle allusioni di carattere sessuale.
Il singolo uscì su etichetta Motown Records e fu prodotto da James Carmichael e dagli stessi Commodores Il disco raggiunse il primo poste delle classifiche in Nuova Zelanda e l'ottavo posto delle negli Stati Uniti.
Il brano Lady (You Bring Me Up) fu nominato al premio Grammy 1981 nella categoria miglior performance R&B di un duo o gruppo.

## Tracce
7" (versione 1)
1. Lady (You Bring Me Up) – 4:46
2. Gettin' It – 4:18

7" (versione 2)
1. Lady (You Bring Me Up) – 3:54
2. Jesus Is Love – 4:26

## Video musicale
Nel video musicale, si vedono i componenti dei Commodores (con Lionel Richie in evidenza) attorniati da ragazze avvenenti mentre sono impegnati in un campo sportivo.

## Classifiche
| Classifica    | Posizione massima | Nr. di settimane |
| ------------- | ----------------- | ---------------- |
| Belgio        | 17                | 5                |
| Germania      | 64                | 5                |
| Nuova Zelanda | 1                 | 18               |
| Paesi Bassi   | 15                | 17               |
| Regno Unito   | 56                |                  |
| Stati Uniti   | 8                 |                  |

## Premi e nomination
- 1981: nomination al premio Grammy 1981 nella categoria miglior performance R&B di un duo o gruppo

## Cover
Del brano Nightsfhift sono state incise o eseguite pubblicamente delle cover dai seguenti artisti  (in ordine alfabetico):
- Mario Biondi (nell'album Beyond - Special Edition del 2015)[7])[8]
- Chipper (con il titolo Lady, You Bring Me Up; 2008)[9]
- Günther Neefs (con il titolo Lady; nell'album My Soul del 2008)[10][11]
- Simply Smooth (1998)[6]